# 中国旅游管理干部学院
中国旅游管理干部学院（China Tourism Management Institute），校址位于天津市河西区紫金山路，于1987年经国家教委批准成立，直属于国家旅游局的旅游专业培训机构和高等院校。同时，它也是是中国政府和联合国开发计划署联合投资建设的中国最早的一所旅游专业高等专科院校，主要负责中国旅游系统的干部教育培训。
2010年5月14日，国家旅游局与南开大学在天津签署《国家旅游局南开大学全面合作框架协议》，同时宣布中国旅游管理干部学院整体合并进入南开大学，与南开大学旅游学系合并组建南开大学旅游与服务学院。